# Franca Bettoja
Franca Bettoja o Bettoia (Roma, 14 maggio 1936 – Roma, 13 settembre 2024) è stata un'attrice italiana.

## Biografia

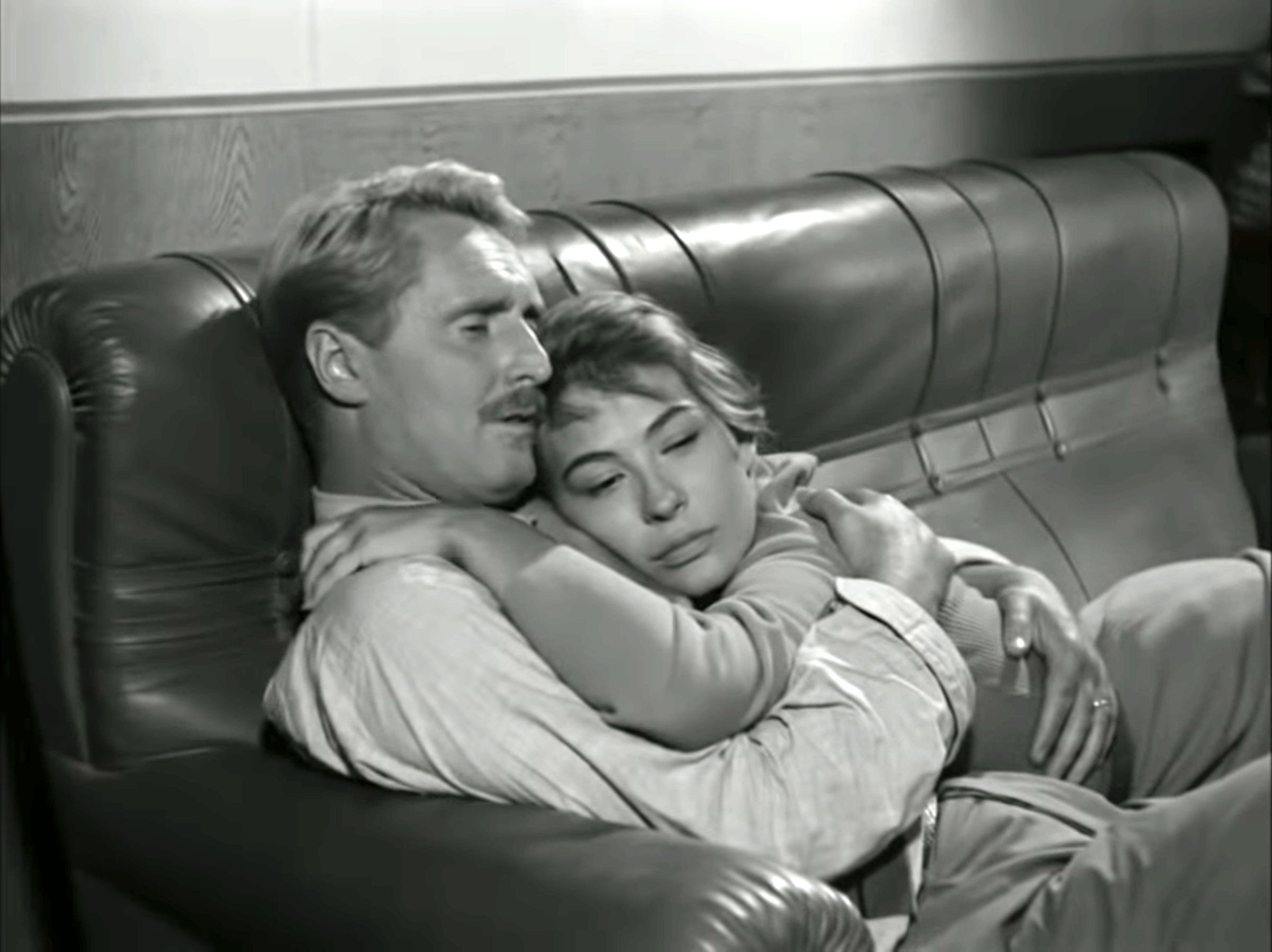
Pietro Germi e Franca Bettoja nel film L'uomo di paglia (1958)

La sua carriera, iniziata con una piccola parte nel film Un palco all'opera (1955), segnò la prima tappa importante grazie al ruolo di coprotagonista nel film L'uomo di paglia (1958) di Pietro Germi. Colpì favorevolmente la critica cinematografica la sua interpretazione del difficile e tormentato personaggio di Rita, che seppe rendere anche nelle sue più difficili sfumature psicologiche, pur doppiata da Rita Savagnone. Il ruolo le valse la nomination alla Grolla d'oro come miglior attrice protagonista.
Da allora girò diverse pellicole e, avendo ottenuto una certa notorietà dalla serie televisiva de La pisana (1960), partecipò a vari film di genere, tra cui Sandokan alla riscossa e Sandokan contro il leopardo di Sarawak, girati uno di seguito all'altro nel 1964 con la regia di Luigi Capuano, e ispirati al personaggio salgariano di Sandokan. Nel 1962 venne candidata al Nastro d'argento alla migliore attrice non protagonista per il ruolo di Marcella nel film Giorno per giorno, disperatamente, del premio Oscar Alfredo Giannetti. Nel corso del 1962 presentò per sette mesi il varietà Tempo di Jazz, trasmissione che andò in onda su Rai 1. Nel 1963 recitò accanto a Vincent Price nel film L'ultimo uomo sulla terra, considerato un cult del genere horror/fantascientifico.
Pur essendo apprezzata da registi importanti come Ettore Scola, con cui girò Riusciranno i nostri eroi a ritrovare l'amico misteriosamente scomparso in Africa? (1968), e Marco Ferreri, che la diresse in Non toccare la donna bianca (1974), l'attrice non fu valorizzata dall'industria cinematografica per le sue capacità. Nel 1972 sposò l'attore Ugo Tognazzi con cui aveva lavorato nel film Il fischio al naso, da lui diretto nel 1967, e dal quale aveva già avuto due figli, Gianmarco e Maria Sole. Dopo il matrimonio le sue partecipazioni cinematografiche si faranno sempre più rare: l'ultima sua apparizione sul grande schermo risale al 1993 in Teste rasate di Claudio Fragasso, dove recita la parte della madre del personaggio interpretato dal figlio Gianmarco.
Franca Bettoja è stata, con la madre Marisa, tra le fondatrici, nel 1975, e a lungo reggente della Gran Loggia Femminile d'Italia, una delle obbedienze minori della massoneria italiana. Da dicembre 2022 a marzo 2023 le viene dedicata, all'interno di Castel Sant'Angelo a Roma, la mostra "Franca Bettoja Tognazzi. La moda di un'attrice", che ripercorre la carriera dell'artista attraverso i suoi abiti e fotografie storiche.
Franca Bettoja è morta a Roma al policlinico Gemelli, dov'era ricoverata per una polmonite, il 13 settembre 2024 all'età di 88 anni.

## Filmografia

Franca Bettoja in L'uomo di paglia (1958)

- Un palco all'opera, regia di Siro Marcellini (1955)
- Gli amanti del deserto, regia di Gianni Vernuccio (1956)
- La trovatella di Pompei, regia di Giacomo Gentilomo (1957)
- L'uomo di paglia, regia di Pietro Germi (1958)
- Le insaziabili (Tant d'amour perdu), regia di Léo Joannon (1958)
- Apocalisse sul fiume giallo, regia di Renzo Merusi (1959)
- Le notti dei teddy boys, regia di Leopoldo Savona (1959)
- Cavalcata selvaggia, regia di Piero Pierotti (1960)
- La mano calda (La Main chaude), regia di Gérard Oury (1960)
- Giorno per giorno, disperatamente, regia di Alfredo Giannetti (1961)
- Orazi e Curiazi, regia di Ferdinando Baldi e Terence Young (1961)
- Ultimatum alla vita, regia di Renato Polselli (1961)
- I normanni, regia di Giuseppe Vari (1962)
- Sesto senso, regia di Stefano Ubezio (1962)
- Il giorno più corto, regia di Sergio Corbucci (1963)
- L'ultimo uomo della Terra, regia di Ubaldo Ragona (1963)
- Il Leone di San Marco, regia di Luigi Capuano (1964)
- Sandokan contro il leopardo di Sarawak, regia di Luigi Capuano (1964)
- Sandokan alla riscossa, regia di Luigi Capuano (1964)
- Il fischio al naso, regia di Ugo Tognazzi (1967)
- Riusciranno i nostri eroi a ritrovare l'amico misteriosamente scomparso in Africa?, regia di Ettore Scola (1968)
- Non toccare la donna bianca, regia di Marco Ferreri (1974)
- Teste rasate, regia di Claudio Fragasso (1993)

## Programmi televisivi

### Rai
- Tempo di jazz di Adriano Mazzoletti e Roberto Nicolosi, presentato da Franca Bettoja, regia di Sergio Spina, trasmesso a marzo-aprile 1962.

## Doppiatrici italiane
- Rita Savagnone in L'uomo di paglia, L'ultimo uomo della terra, Sandokan contro il leopardo di Sarawak, Sandokan alla riscossa
- Maria Pia Di Meo in Orazi e Curiazi
- Fiorella Betti in Il Leone di San Marco